# 沼田市立池田小学校
沼田市立池田小学校（ぬまたしりつ いけだしょうがっこう）は、群馬県沼田市発知新田町にある公立小学校。

## 沿革
- 1908年 - 開校
- 1947年(昭和22年) - 利根郡池田村立池田小学校に改称
- 1954年(昭和29年) - 沼田市立池田小学校に改称

## 歴代校長
- - 初代校長
- - 現校長 小熊あゐ子

## 学区
佐山町、上発知町、中発知町、発知新田町、下発知町、岡谷町、奈良町、秋塚町

## 学校周辺
- 発知川